# 信濃の国
『信濃の国』（しなののくに）は、長野県の県歌である。1900年（明治33年）発表。

## 概要
作詞は旧松本藩士族の浅井洌（1849年 - 1938年）、作曲は東京府出身の北村季晴（1872年 - 1930年）により、1900年（明治33年）に成立した。元は長野県師範学校附属小学校の郷土唱歌として作られ、その後身に当たる信州大学教育学部附属長野小学校の校歌としても歌い継がれている。
太平洋戦争が終結した1945年（昭和20年）以前は「秋田県民歌」や山形県の「最上川」と並ぶ「三大県民歌」と称され、戦後も実質的な長野県歌として歌われて来たが1968年（昭和43年）5月20日の県告示で正式に長野県歌として制定された。　
1998年に開催された第18回冬季オリンピック・長野大会での開会式、閉会式の日本選手団の入場にも使われた。

## 歌詞
全6番からなり、4番のみメロディーとテンポが異なる（転調ではない）。4番が異なるのは、七五調の歌詞の中で「寝覚の床」「姨捨山」と字余りが2回出てくるのと、情緒を持たせるためだと言われている。
歌詞の内容は、各節で次のように分かれている。
1. 長野県の地理に関する概要
2. 山河
3. 産業
4. 旧跡/名勝
5. 長野県出身の著名人
6. 碓氷峠と鉄道（作曲の数年前に開通した信越本線）・結句

長野地域と松本地域の対立を意識しており、全県を網羅しているように見せて、小県郡（上田地域）に関して、一切触れていない。これは曲名の、信濃で上田地域の信濃国分寺を表しているためで、中立と見せかけて一番の要を暗喩している。
| 番   | 現代語訳（例） |
| ---- | --- |
| 一、 | 信濃国は、10か国の令制国（上野国、越後国、越中国、飛騨国、美濃国、三河国、遠江国、駿河国、甲斐国、武蔵国）と境を接する広大な国である。 当地にそびえる山は遥かに高く、流れる川は長大である。 山国ではあるが、松本平、伊那谷、佐久平、善光寺平の、計4つの肥沃な平地がある。 海がない内陸県ではあるが様々な物品を産し、物に不足することは無い。 |
| 二、 | 四方に聳える山々で著名なものを挙げるなら、御嶽山、乗鞍岳、木曽駒ケ岳。 浅間山は活火山として著名である。これら山はいずれも信州の地を鎮っている。 澱むことなく軽快に流れる川で著名なものを挙げるならば、北へ流れた末に日本海へ注ぐ犀川に千曲川。南へ流れ太平洋へ注ぐ木曽川に天竜川。 これら川も信濃の地の基である。 |
| 三、 | 木曽谷にはヒノキはじめ有用な針葉樹が茂り、諏訪湖は水産物の宝庫である。 住民はさまざまな生業に励み、五穀の実らない村落など無い。 そればかりか桑の葉でカイコを飼う、養蚕の技術も広範に広まっている。 養蚕は家ごとの零細な家内工業であり、生産された生糸は細くて軽い。しかし、その意味は決して軽くはない。信州の基幹産業として、さらに日本の重要輸出品として国の命運を繫いでいるのだ。 |
| 四、 | 信州の名所を挙げるなら、万葉集の時代から歌枕の地であった阿智村智里の「園原」をぜひとも訪ねたい。あるいは浦島太郎が玉手箱を開けた地との伝承がある「寝覚ノ床」で一夜の宿を結びたい。 旅人の便宜を図り、木曽川の断崖には「木曽の桟」が、犀川の流れには久米路橋が架けられた。だが、険しい道は心して進みたいものである。 奈良時代からの歴史がある筑摩の湯は旅客で賑わう。古今集が編纂された時代より、月見の名所と詠われた姨捨山。 これら名所は風流人に愛され、和歌や漢詩に詠み込まれて伝えられてきた。 |
| 五、 | 源平合戦で都に凱旋し、「旭将軍」と讃えられた源義仲。織田信長の甲州攻めの折、高遠城で対峙した仁科盛信。 儒学者として「経済」の語を世に知らしめた太宰春台。幕末の洋学者であり、維新の志士を教育した佐久間象山。 みな信州にゆかりのある偉人である。 文武両道に優れた彼らを世人は山のように振り仰いで尊敬し、名声を川の流れのように末永く語り継いでいる。 |
| 六、 | かのヤマトタケルが東国遠征の折、入水した妻・オトタチバナヒメを想い「吾妻はや」と嘆いた。そんな伝承がある碓氷峠。 中山道の難所だった碓氷峠にも、今や夢に見た鉄道（信越本線）が開通した。26か所ものトンネルが開削され、苦難の旅路は汽車でひと眠りのうちに通過できる文明開化の時代である。 山中を一直線に貫く鉄路のように、一心不乱で勉学したならば、先人に劣ることがあるだろうか。 古来より美しい山河、自然環境に恵まれた信州。そんな郷土から偉人が輩出されるのは道理である。                       |

全般に長野県域の地理・歴史・文化を賞揚するものであり、御嶽山・乗鞍岳・木曽駒ヶ岳・浅間山・犀川・千曲川・木曽川・天竜川・木曽谷・諏訪湖・佐久間象山と、長野県各地の事物や長野県に縁を持つ人物が列挙されている。ただし、作詞者の浅井は中信地方出身の旧松本藩士族であるためか、取り挙げられている事物や人物には偏りが見られる。
その内容から、「複数の盆地の寄せ集め」「連邦」と揶揄される、長野県の一体性と結び付きを高めるための精神的支柱として使用されてきた。これに関連して、「信濃の国」には直接登場しない下高井郡では、独自に郡歌を作っている。
なお、5番において「仁科五郎盛信」が「仁科五郎信盛」として歌われている。仁科盛信は一般に「盛信」として知られているが、近年には「信盛」と記された文書が残されていることから、改名していた可能性が指摘されている。

## 歴史
| 作詞：浅井洌（左、1849年 - 1938年）作曲：北村季晴（右、1872年 - 1930年）  |  | 作詞：浅井洌（左、1849年 - 1938年）作曲：北村季晴（右、1872年 - 1930年） |
| 作詞：浅井洌（左、1849年 - 1938年） 作曲：北村季晴（右、1872年 - 1930年） |  |                                                                          |

「信濃の国」はもともと郷土教育を目的として作られた歌であり、その歴史は明治時代初期までさかのぼる。現在の長野県域にほぼ相当する信濃国内の各地域は、山地・気候・交通網によって随所で細分されており、江戸時代にも多くの藩や天領に分かれており、明治時代に至っても尚、旧藩や旧天領に住民の帰属意識が残存していたため、県域全体の一体感は希薄であった。
1871年（明治4年）の廃藩置県とその後の府県再編により、現在の長野県は長野に県庁を置く長野県と、松本に県庁を置く筑摩県（現在は岐阜県に属する飛騨国の領域も含んだ）に分かれていた。しかし、1876年（明治9年）に松本の筑摩県庁舎が火災で焼失したことを機に、同年8月20日、筑摩県が廃止され同県が管轄していた信濃国の部分が長野県に編入された。その結果、信濃国全域が長野県の管轄下に入ったが、以来「南北戦争」「南北格差」とまで呼ばれる、長野市と松本市との激しい地域対立が続いており、県民意識の一体性を高めることが大きな課題となっている。
「信濃の国」は本来、同時期に作られて流行していた「鉄道唱歌」などと同様に、県内の地理教育の教材として作られたものである。当時、同様の地理唱歌は他の県や地域でも多く作られており、長野県だけに特異な事例ではない。しかし、上記のような事情を背景に、県内各地の事象をほぼ万遍なく歌いこみ、本来は都市名である「長野」ではなく県内の大方の地域が該当する「信濃」という旧国名で県域を包括したことで、本来の地理唱歌という枠を超えて、地域全体の共同体意識を喚起する歌として歌い継がれてきた。時代はまさに日清戦争・日露戦争の狭間の時期にあり、国家主義的地域ナショナリズムを鼓舞する目的も存在した。
「信濃の国」の最初のバージョンは、1898年（明治31年）10月に信濃教育会が組織した小学校唱歌教授細目取調委員会の委嘱により、長野県師範学校（現信州大学教育学部）教諭であった浅井が作詞し、同僚の依田弁之助が作曲して創作したものである。この曲は「信濃教育雑誌」（1899年（明治32年）6月発行）に掲載されたが、あまり歌われることはなかった。翌1900年（明治33年）、同師範学校女子部生徒が、依田の後任であった北村に同年10月の運動会の遊戯用の曲の作曲を依頼した。このとき新たに作曲されたバージョンが現在歌われているものである。師範学校から巣立った教員たちが長野県内各地の学校で教え伝えたことから、この曲は戦前から長野県内に普く定着した。
1947年（昭和22年）には日本国憲法公布を記念して新しい「長野県民歌」（作詞・北村隆男、作曲・前田孝）が公募を経て制定され、県内各地で発表会を開催したり歌詞と楽譜を配布するなど普及が図られたが県民の間では戦前から歌われて来た「信濃の国」が余りにも浸透していたため、この「県民歌」は遂に受容されること無く忘れ去られて行った。
「信濃の国」にまつわる逸話として以下のようなものがよく語られる。1948年（昭和23年）春の第74回定例県議会で、長野県を南北に分割しようとする分県意見書案が中信・南信地方（合併前の筑摩県域）出身議員らから提出され、分割に反対する北信出身議員の病欠などもあって可決されそうになった。この際に、傍聴に詰めかけた、分割に反対する北信地方と東信地方（合併前の長野県域）の住民達が突如として「信濃の国」の大合唱を行ない、分割を求める県会議員たちの意思を潰して分割を撤回させたと言われている。しかし、当時の県職員は、投票前に歌が歌われていた記憶が無く、また、仮に県議会で分割案が可決されたとしても政府や国会は分県を認めない方針であったとしている。長野県議会によれば、1948年3月19日の本会議採決において、分県反対派議員が牛歩戦術を行った上に、傍聴人が「信濃の国」を大合唱するなど議事が混乱したことで、この日の本会議が流会になったとされる。しかし、その後もなお分県賛成派は意見書の採決を諦めず、4月1日の本会議で改めて分割案の採決が行われたが、反対派であった県議会議長が欠席したため、賛成派の副議長が代理として議長席に座ることになった。賛成派の副議長が議長代理となったために賛成派による過半数による可決が不可能になったが、可否同数だと議長代理による裁決で可決できる可能性があったため、反対派議員の一部があえて白票を投じるという機転を効かせたことで最終的には「賛成：29票　反対：26票　白票：3票」となり、可決に必要な過半数の票を得られず、なおかつ可否同数も防げたため意見書は廃案となった。

### 音源
以下は主なレコード会社から発売された音源である。ここで挙げた以外にも、高等学校の校歌や青年団歌などの非売品レコードにカップリングで歌唱されたものを含めて膨大な数の音源が存在するとみられる。
歌詞・旋律のいずれも著作権の保護期間を満了しているため、アレンジも盛んに行われている（#普及度を参照）。

#### コロムビア盤
初めて市販されたのは1931年（昭和6年）12月に日本コロムビアから発売された内田栄一の歌唱によるSPレコード（規格品番：26591）で、収録時間の都合により全6番中4番までに短縮されていた。B面収録曲は「信州男児」（作詞・田中常憲、作曲・山下信太郎）。
1949年（昭和24年）には小山清茂の編曲で浅野千鶴子がソプラノ、鷲崎良三がテナー、三枝喜美子がアルト、尾籠晴夫がバスをそれぞれ担当する合唱でA面/B面にそれぞれ曲の前・後半を収録したSP盤（B313）が製造され、これが全6番を完全に収録した初の音源となった。後年には同内容で規格を変更したシングル盤（SA-921）も製造されている。
制定告示翌年の1969年（昭和44年）にはステレオで新録を行ったコンパクト盤（ASS-447）が発売され、A面に山本直純の編曲で戸田政子がソプラノ、成田絵智子がアルト、鈴木寛一がテナー、平田栄寿がバリトンをそれぞれ担当する〈歌唱編〉、B面に〈行進曲編〉と〈軽音楽編〉のアレンジ2種が収録された。このコンパクト盤の〈歌唱編〉は「安曇節」のシングル（FK-115）B面にも再録されている。

#### ビクター盤
ビクターでは藤井典明と女声合唱団が歌うSP盤（AE-98）を最初に製造していた。このSP盤も収録時間の都合により、全6番中1・4・6番を抜粋したものとなっている。
制定告示翌年の1969年（昭和44年）には立川清登（澄人）と東京混声合唱団歌唱のバージョンが『信濃の国 長野県歌 ＝歌唱編＝』と題したシングル盤（SGC-119）として発売され、その後、1981年（昭和56年）にカセットテープ（VK-135）化、1997年（平成9年）5月21日に8センチCD（VIDG-30001）化、更に2014年（平成26年）8月20日には12センチCDとしてシングル盤のジャケットの意匠をごく一部を除き復刻した新装盤のマキシシングル（VICL-36950）が発売され、2025年（令和7年）時点でもこの立川版がダウンロード配信を含めて最も入手が容易な音源となっている。
立川版はアルバム『決定盤 信濃の民謡』（VZCG-87）にも収録された。また、立川の『歌唱編』と同時に『信濃の国 器楽編』と題したシングル盤（SGC-120）も発売されA面に吹奏楽、B面に器楽合奏・管弦楽のインストゥルメンタルをそれぞれ収録していた。

#### キング盤
キングレコードでは上條恒彦と花井真里子（両名とも長野県出身）によるデュエットを発売しており、2016年（平成28年）発売の6枚組『山の歌ベスト』（NKCD-7790〜7795）ディスク5のトラック11に収録された。このレコードのB面には行進曲アレンジが収録されているが、CD化はされていない。

## 普及度
「信濃の国」はかつて、長野県内の多くの小学校・中学校・高校で、さまざまな行事の際に歌われてきたため、俗に「信州育ち（長野県で義務教育を受けた）なら『信濃の国』を歌える」「会議や宴会の締めでは、必ず『信濃の国』が合唱される」「県内在住者であっても『信濃の国』を歌えなければ他所者」とやや誇張気味に語られるほど、信州人（長野県民）に深く浸透していた。
日本の都道府県歌は、住民にとってあまりなじみがない場合が多く、存在すら認識されていない例もあるため、「信濃の国」は、「日本で最も有名な県歌」とも言える歌である。現在でも、県外から（多くは日本国政府からの出向）県幹部職員を着任させる時、県会に同意了解を求めるが、他県出身の人事を快しとしない長野県議会議員からは、「信濃の国」を知っているかどうかを、質疑で詰問する風景が見られることもある。
「信濃の国」は、長野県師範学校附属小学校の後身である信州大学教育学部附属長野小学校のように校歌として採用されている例はあるものの、昭和末期からは、長野県内でも「信濃の国」を歌わない学校が現れており、「信濃の国」を歌えない県民も徐々に増えつつある。しかし、カラオケのレパートリーや、携帯電話の着信メロディに用いられるなど、地元・長野県民の支持は依然として根強い。
長野県の各地域では、公共放送でのジングルや特別急行列車等の車内アナウンスでの採用例（1997年（平成9年）に北陸新幹線が長野駅まで開業する以前の特急「あさま」号の長野駅到着時、特急「あずさ」号の松本駅到着時）も多く、2020年（令和2年）7月4日よりしなの鉄道で営業運転を開始した新製車両・SR1系の乗降促進メロディーにも採用された。JRでは、2002年（平成14年）2月にはJR東日本長野支社から、列車が走る風景を背景にして「信濃の国」の歌詞を1番ずつあしらった6枚組オレンジカードが発行された。
2000年（平成12年）と2012年（平成24年）、2018年（平成30年）には「信濃の国」の歌詞が入った切手が発売されている。
2005年（平成17年）には、パラパラが踊れるユーロビートバージョンも登場した。ユーロビートバージョンは、CMなどで流れていることもある。2013年7月からはこのユーロビートバージョンをバックに、長野県観光PRキャラクターのアルクマが様々なイベントでダンスを披露している。
2014年（平成26年）11月7日、JR東日本長野支社は2015年（平成27年）3月14日に北陸新幹線の金沢駅延伸に先駆け、同年1月から長野駅新幹線ホームの発車メロディを「信濃の国」にすると発表し、同年1月31日の始発から変更された。
信越放送（SBC）では、開局時からラジオとテレビで放送開始・終了時にインストゥルメンタルでこの楽曲を放送。テレビでは1990年代に使用を終了したが、ラジオはその後も引き続き使用。FM補完放送開始に伴い使用音盤をビクター盤立川版のカラオケに変更し、2024年現在は日曜深夜から月曜未明までを除き終夜放送を行っていることから、毎日午前5時前の1日の基点に1番等が、日曜付放送終了時に4番等が放送されている。なお、アナログテレビ放送停波時もビクター盤立川版のカラオケをBGMに使用していた。
また、この曲は全国の自治体歌のなかでも特に知名度が高く、県外からの観光や修学旅行などでバスガイドが歌うことも多い。
2005年（平成17年）長野青年会議所の手により、上高井郡小布施町在住のセーラ・マリ・カミングスの翻訳監修で、全て英語の歌詞の信濃の国（英語: Our Shinano）が制作された（外部リンク参照）。
2015年（平成27年）6月に宇宙で6ヶ月程度滞在することが決まっている宇宙飛行士の油井亀美也（南佐久郡川上村出身）は、「機内放送されるかわからないが、『信濃の国』をISSで歌いたい」と話している。
また北陸新幹線の一部先行開通記念の長野駅でのセレモニー（1997年10月）や、長野オリンピック（1998年2月）の開会式における国歌「君が代」斉唱の次に「信濃の国」を歌ったほか、日本選手団の入場行進時などに代表されるように、長野県に関わる公的行事の伴奏音楽としても頻繁に採り上げられている。高校野球の全国大会で長野県代表の応援歌としても使用されており、出場校の出身者でなくても、殆どの長野県人が歌えるという普及度の高さが生かされている。
長野県を本拠地とするスポーツチームの応援歌として使用されることが増えている。1999年のNTT再編によりクラブチーム化したNTT信越硬式野球クラブ（当時、現・信越硬式野球クラブ）が従来のNTT社歌・応援歌に変わり使い始めたのを皮切りに、日本プロサッカーリーグ（Jリーグ）に加盟する松本山雅FCの試合ではチャント（サポーターソング）として歌われている。プロ野球独立リーグ・ベースボール・チャレンジ・リーグ（ルートインBCリーグ）に所属する信濃グランセローズの主催試合でも歌われる。Bリーグに所属する信州ブレイブウォリアーズの試合でも使用される。
「歴史」の項目で述べている分県問題にまつわる逸話を題材にして、作家内田康夫が『「信濃の国」殺人事件』を書いており、「信濃のコロンボ事件ファイル」の一編としてTVドラマも作られた。
2018年（平成30年）には県歌制定50周年となることを記念し、現代語訳版の7番を作成する計画があったが、計画は頓挫し、代わりに歌詞の１番と２番の手話表現がつくられた。

## その他
県内では長野市に2基（長野県庁舎前と東京大学地震研究所信越地震観測所前）、佐久市に1基（佐久市立国保浅間総合病院前「吉沢先生歌碑」の裏面）、松本市に1基（信州スカイパークの噴水池付近）の合計4基の歌碑が建立されている。また、県外では兵庫県神戸市中央区の大倉山公園内「ふるさとの森」に現地の長野県人会が建立した歌碑が設置されている。
県歌「しなののくに」の名称のアクセントは「しなの - の - くに」(「信濃」が尾高型)となる。